# Ты, я и он (фильм, 2007)
«Ты, я и он» (англ. You, me and him), «Кофе с молоком» (порт. Cafe com Leite) — короткометражный фильм на гей-тематику бразильского сценариста и режиссёра Даниэла Рибейру, вышедший на экраны в 2007 году.

## Сюжет
Данил собирается покинуть дом родителей, чтобы начать жить со своим бойфрендом Маркусом. Парни уже было собрались отправиться в медовый месяц, но родители Данила погибают в автокатастрофе. Планы резко меняются, ведь молодой человек теперь несёт ответственность за своего десятилетнего брата Лукаса. Между тремя людьми складываются новые отношения: Данилу и Лукасу предстоит ближе узнать друг друга, Маркус не может понять, найдется ли ему место в новой семье приятеля. В промежутках между видеоиграми, завтраками, обидами они мало-помалу учатся жить вместе и привыкают к новой реальности.

## В ролях
| Актёр          | Роль   |
| -------------- | ------ |
| Даниэл Таварес | Данилу |
| Диегу Торрака  | Маркус |
| Эдуарду Мелу   | Лукас  |

## Награды
Фильм получил множество наград, в том числе «Хрустального медведя» на Берлинском Кинофестивале 2008 года.